# Алябьев, Александр Александрович
Алекса́ндр Алекса́ндрович Аля́бьев (4 [15] августа 1787, Тобольск — 22 февраля [6 марта] 1851, Москва) — русский композитор, пианист, дирижёр.
В XIX веке пользовался большим успехом, написал около 200 романсов, 6 опер, 20 музыкальных комедий, множество других музыкальных произведений. Среди лучших произведений Алябьева — романсы «Соловей» (1826) на слова А. А. Дельвига, «Зимняя дорога», «Два ворона» на стихи Пушкина, «Вечерний звон» на слова И. Козлова, «Нищая» на стихи П. Беранже в переводе Дмитрия Ленского.

## Биография
Александр Александрович Алябьев родился 15 августа 1787 года в семействе дворян в Тобольске в семье гражданского губернатора Александра Васильевича Алябьева (1746—1822). В 1796 году семья переехала в Петербург, где отец получил должность в Берг-коллегии — Горном ведомстве, а Александр Алябьев брал уроки музыки у Иоганна Генриха Миллера. В 1801 году начал службу унтер-шихтмейстером 3 класса в Берг-коллегии (1801) в Санкт-Петербурге, затем шихтмейстером 14 класса (1803) в Москве. В 1810 году опубликовал первые музыкальные сочинения — романс и вальсы.
Александр Алябьев участвовал в Отечественной войне 1812 года и заграничных походах русской армии в 1813—1814 годов (3-й Украинский казачий полк — 1812 год, Иркутский и Ахтырский гусарский полк — 1813—1814 годы). Участвовал во взятии Дрездена, организованном партизаном и известным поэтом Денисом Давыдовым. При взятии Дрездена был ранен. Принимал участие в сражении под Лейпцигом, в боях на Рейне и взятии Парижа. Награждён орденом св. Анны 3-й степени, орденом св. Владимира 4-й степени и медалью «В память войны 1812 года». Окончил войну в чине ротмистра. Продолжил военную службу в Петербурге, где в 1815 году сочинил одно из самых ранних своих произведений — гусарскую песню «Один ещё денёк».
В 1823 году Алябьев в чине подполковника вышел в отставку с мундиром и полным пенсионом. Проживал в Москве и Санкт-Петербурге. В это время сблизился с писателем Михаилом Загоскиным и композитором Алексеем Верстовским.
В начале 1825 года Алябьев был арестован по подозрению в убийстве помещика Тимофея Времева на почтовой станции в деревне Чертаново Московской губернии. Это происшествие описано А. Ф. Писемским в романе «Масоны» (1880—1881). Несмотря на недоказанность обвинения, был приговорён к ссылке в Сибирь с лишением всех прав и дворянского звания. Основной причиной сурового приговора послужила, по-видимому, близость Алябьева к декабристским кругам. Николай I неоднократно отклонял ходатайства о смягчении участи Алябьева.
В 1828 году, после трёхлетнего заключения в крепости, Алябьев был направлен в Тобольск. Здесь он организовал симфонический оркестр «казачьей музыки», руководил симфоническими и хоровыми концертами, выступал как дирижёр и пианист. К этому времени относятся широко известные романсы Алябьева, опубликованные в сборнике «Северный певец» (1828, 1831), и ряд оркестровых произведений.
В 1832—1833 годах Алябьев жил на Кавказе, нёс послушание регента Свято-Троицкого собора г. Ставрополя. В 1833—1834 годах жил в Оренбурге, затем — в Московской губернии. Живо интересуясь музыкой народов России, композитор записал кавказские, башкирские, киргизские, туркменские, татарские народные песни, составил и опубликовал (совместно с историком-фольклористом М. А. Максимовичем) сборник «Голоса украинских песен» (1832, издан в 1834). Лишь в 1843 году Алябьев получил разрешение проживать в Москве под надзором полиции. Здесь он снова входит в театральную среду, пишет музыку к драматическим спектаклям. В 1847 году завязывается его дружба с А. С. Даргомыжским.
Алябьев — автор музыки ко многим операм-водевилям: «Путешествующая танцовщица-актриса, или Три сестры-невесты» П. Н. Арапова, «Забавы Калифа, или Шутки на одни сутки» А. И. Писарева.
С 1840 года Алябьев был женат на Екатерине Александровне Офросимовой, урожд. Римской-Корсаковой (15.08.1800—1854), с которой композитора связывала давняя симпатия. Своих детей у Алябьевых не было, но они заботились о Леониле Пассек (сестре Вадима Пассека, историка Симонова монастыря), которую будущая жена композитора взяла на воспитание около 1831 года.
Умер композитор в Москве 22 февраля 1851 года, похоронен в Симоновом монастыре в усыпальнице Алябьевых. В 1920—1930-е годы некрополь Симонова монастыря был разрушен. 24 февраля 2009 года состоялась торжественная церемония открытия памятного креста на символической могиле композитора Александра Алябьева в Москве, у стен храма Рождества Пресвятой Богородицы в Старом Симонове.

## Память
Имя А. А. Алябьева было присвоено творческим учебным заведениям:
- Колледж культуры и искусств им. А. А. Алябьева (Тобольск)
- ДШИ им. А. А. Алябьева (Тобольск)
- Струнный квартет имени А. А. Алябьева.
- ДШИ им. А. А. Алябьева (Москва)
- ЦДМШ им. А. А. Алябьева (Коломна)
- ДМШ им. А. А. Алябьева (Пущино)
- ДШИ № 9 им. А. А. Алябьева (Оренбург)

Конкурсы и значимые мероприятия:
- Ежегодный областной конкурс вокального искусства «Алябьевский соловей» (Московская область, го Щёлково, рп Фряново)[12]
- Ежегодный творческий вечер, посвящённый Александру Алябьеву (Тобольск, хор «Полемика», проводится более 14 лет)
- Фестиваль «Алябьевская осень в Тобольске» (Тобольск, проводится более 10 лет)
- Фестиваль «Алябьевская музыкальная осень» (Тюмень, проводится с 1986 года)
- Всероссийский конкурс старинного русского романса им. А. А. Алябьева (Санкт-Петербург, проводится с 2017 года)
- К 230-летию композитора во многих городах России и зарубежья были проведены крупные концерты. В том числе композитора почтили на его родине — в Тобольске.
- Концерт «Алябьевские вечера» к 230-летию композитора (Тобольск, 2017; хор «Полемика», хор «Бах»)[13]

Книги, фильмы:
- Антология 12 авторов «Браво, Алябьев», составитель Л. И. Шмаль (М.: Университетская книга, 2017)[14]

Памятники и прочее:
- Памятник А. А. Алябьеву в архитектурно-ландшафтном парке «Ермаково поле». Скульптор Сергей Мильченко (Тобольск, 2017)[15]
- В честь известного романса Алябьева «Соловей» названа часть архитектурно-ландшафтного парка «Ермаково поле» — «Алябьевская соловьиная поляна»[16]
- Первый, долгое время единственный памятник А. А. Алябьеву. Скульптор Н. Ф. Венгрин (1998, с. Рязанцы, Московская область)[17]

## Известные сочинения
- романсы:
  - На стихи Пушкина: «Два ворона», «Зимняя дорога», «Певец»;
  - На слова Антона Дельвига: «Соловей» (1826 г.), «Кудри»;
  - На слова Ивана Веттер: «Иртыш» (1829 г.), «Прощание с соловьем на Севере», «Сибирская песня»
  - «Вечерний звон» (слова Ивана Козлова),
  - «Дубрава шумит» (слова Василия Жуковского),
  - «Жаль мне и грустно» (слова Ивана Аксакова),
  - «Люблю тебя» (слова неизвестного автора)[18],
  - «Нищая» (слова Беранже в переводе Дмитрия Ленского),
  - «Пахитос» (слова Ивана Мятлева),
  - «Тайная скорбь» (слова Александра Вельтмана),
  - «Что поешь, краса-девица» (слова генерала Василия Домонтовича),
  - «Я вижу образ твой» (слова А. Бистрома),
  - «Ясны очи» (слова Дмитрия Ознобишина).
- оперы
  - Лунная ночь, или Домовые (1822, пост. 1823, Большой театр в Петербурге)
  - Буря (1830-е гг.)
  - Эдвин и Оскар (1830-е гг., не окончена)
  - Волшебная ночь (1838—1839, не окончена)
  - Рыбак и русалка, или Злое зелье (1841—1843)
  - Аммалат-Бек (1842—1847)
- оперы-водевили
  - Новая шалость, или Театральное сражение (совм. с А. Н. Верстовским и Л. В. Маурером, 1822 г., Большой театр, Санкт-Петербург)
  - Деревенский философ (1823 г., театр на Моховой, Москва)
  - Хлопотун, или Дело мастера боится (совм. с Верстовским, 1824 г., Малый театр, Москва)
  - Проситель (совм. с Верстовским, Мих. Ю. Виельгорским и Ф. Е Шольцем, 1824 г., театр на Моховой, Москва)
  - Встреча дилижансов (совм. с Верстовским, 1825 г., Большой театр, Москва)
  - Забавы калифа, или Шутки на одни сутки (совм. с Верстовским и Шольцем, 1825 г., там же)
  - Три десятки, или Новое двухдневное приключение (совм. с Верстовским, 1825 г., там же)
  - Утро и вечер, или Ветер переменился (1826) и др.
- балет Волшебный барабан, или Следствие Волшебной флейты (1827)
- пролог Торжество муз на открытие Большого театра (совм. с Верстовским и Шольцем, 1824, исп. 1825)
- мелодрама Кавказский пленник (на текст одноим. поэмы А. С. Пушкина, 1828?)
- для оркестра
  - Симфония e-moll (1850)
  - Увертюра f-moll
  - Танцевальная сюита
- инстр. ансамбли
  - 3 струн. квартета (No 1, Es-dur, 1815; No 3, g-moll, 1825)
  - 2 фп. трио (Es-dur, 1815?; a-moll, 1834)
  - фп. квинтет (1815?)
  - соната для скр. и фп. (1834)
  - квартет для 4 флейт
  - квинтет для флейты, гобоя, кларнета, фагота и валторны, и др.
- пьесы и циклы вариаций для разных инструментов
- фп. пьесы, в том числе соната, танцы
- хоры и хор. обработки собств. соч.
- романсы для голоса с фп. (св. 150)
- вок. ансамбли
- обр. нар. песен, в том числе
  - Голоса украинских песен, изданные Михаилом Максимовичем. Аранжировка Александра Алябьева (1832, изд. 1834, М., 1961)
  - Азиатские песни (1833—1835?)
  - и др.
- музыка к драм. спектаклям — Буря (А. А. Шаховского, по У. Шекспиру, 1827 г.), Отступник, или Осада Коринфа (В. А. Алябьева, 1837), Русалка (Пушкина, 1838), Виндзорские проказницы (Шекспира, 1838), Безумная (по повести И. И. Козлова, 1841) и др.